# Parc de Vallparadís
El Parc de Vallparadís és el parc central de Terrassa. Comprèn la vall dels torrents de Vallparadís i Monner i creua la ciutat de nord a sud. Amb una extensió de 395.500 m² (any 2011) incloent-hi el Parc del Nord, és un dels parcs urbans més extensos de Catalunya.
Marca la línia divisòria entre els barris del Centre, el Segle XX, Can Palet, el Cementiri Vell, Vallparadís, l'Antic Poble de Sant Pere i Sant Pere Nord.

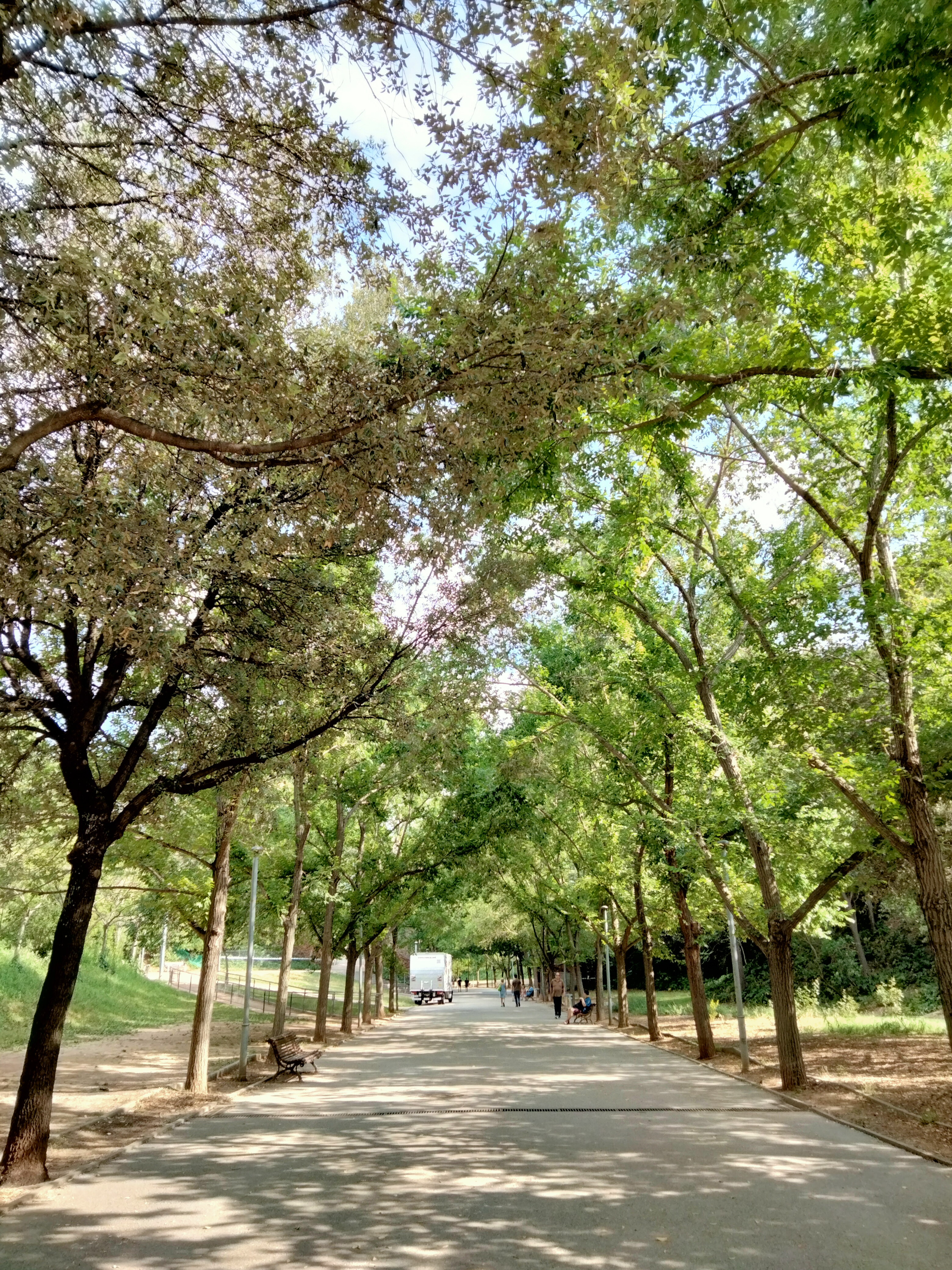
La part superior del parc, a la llera del torrent de les Bruixes

Disposa d'un estany que funciona com a piscina, un auditori, un tren en miniatura gestionat pel Club Ferroviari de Terrassa i un restaurant, entre altres serveis; i al seu vessant es troben el conjunt monumental de les esglésies de Sant Pere, el castell de Vallparadís, el Centre de Documentació i Museu Tèxtil, la Casa Baumann i els hospitals de Sant Llàtzer i de la Mútua de Terrassa.
Al final de l'any 2005, en el decurs d'unes excavacions als terrenys de l'antiga fàbrica de Cal Guardiola, es va produir el descobriment d'un important jaciment amb milers de restes d'animals i d'eines fetes per homínids d'una antiguitat entre els 800.000 i el milió d'anys. Es tracta del jaciment amb presència humana, detectada per indústria lítica i marques als ossos dels animals, més antic de Catalunya i probablement de la península Ibèrica i d'Europa.
La primavera del 2007 s'inaugurà l'ampliació fins als 313.000 m² actuals, en una fase que abasta ja els barris del Segle XX, Can Palet i Can Jofresa. En aquesta nova zona, coneguda com les Hortes Velles i el torrent de la Font d'en Sagrera, s'hi instal·la el Jardí de les Percepcions, el primer museu científic a l'aire lliure de l'Estat espanyol, amb escultures de Marc Boada on els ciutadans poden tocar, olorar i experimentar amb l'ús dels cinc sentits.
Des de març de 2011 el parc està completat totalment, amb una longitud total de 3,124 km des de la capçalera fins al final.

## Galeria de fotos

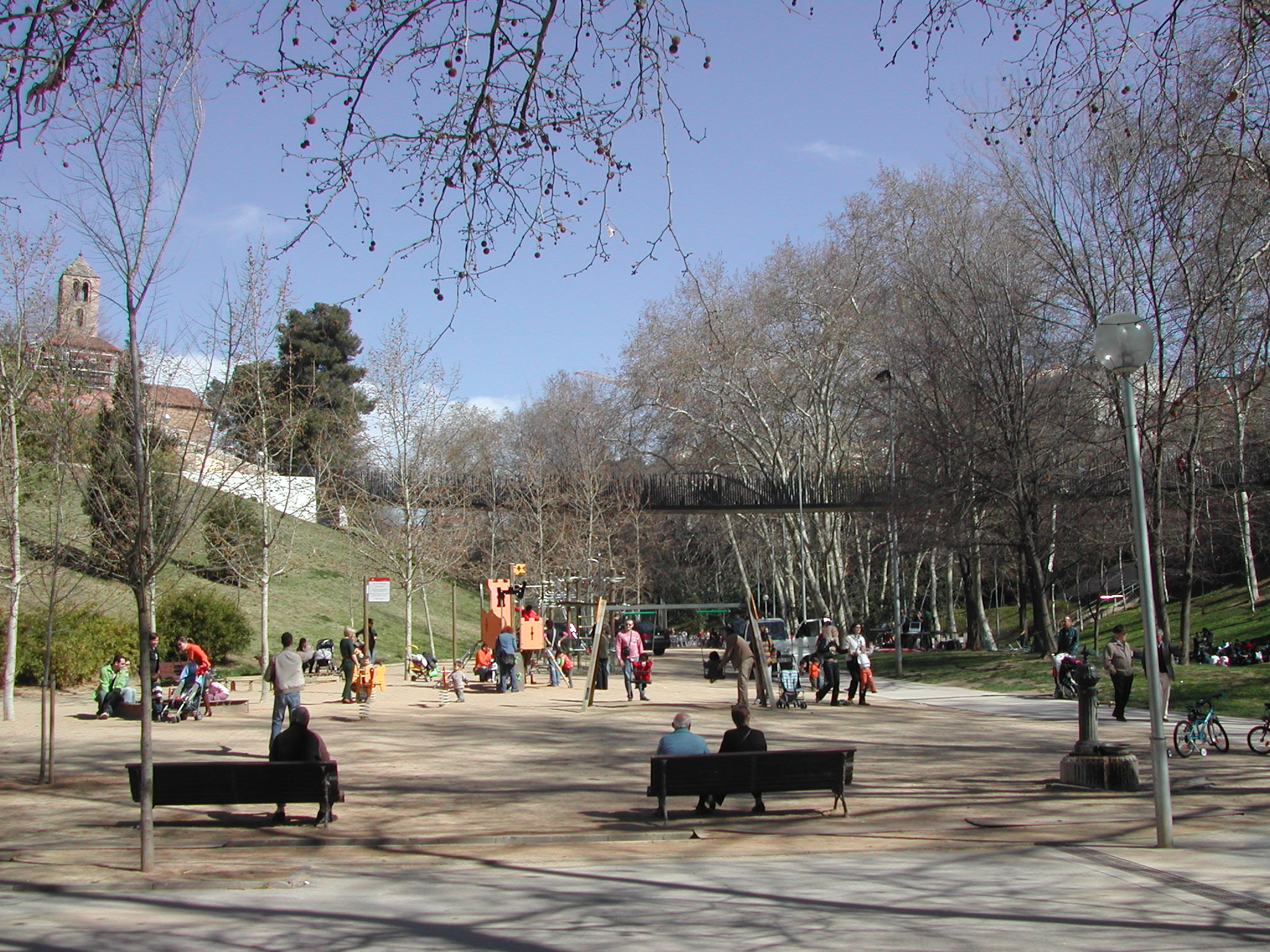
Àrea de jocs infantils, amb l'església de Santa Maria a dalt a l'esquerra
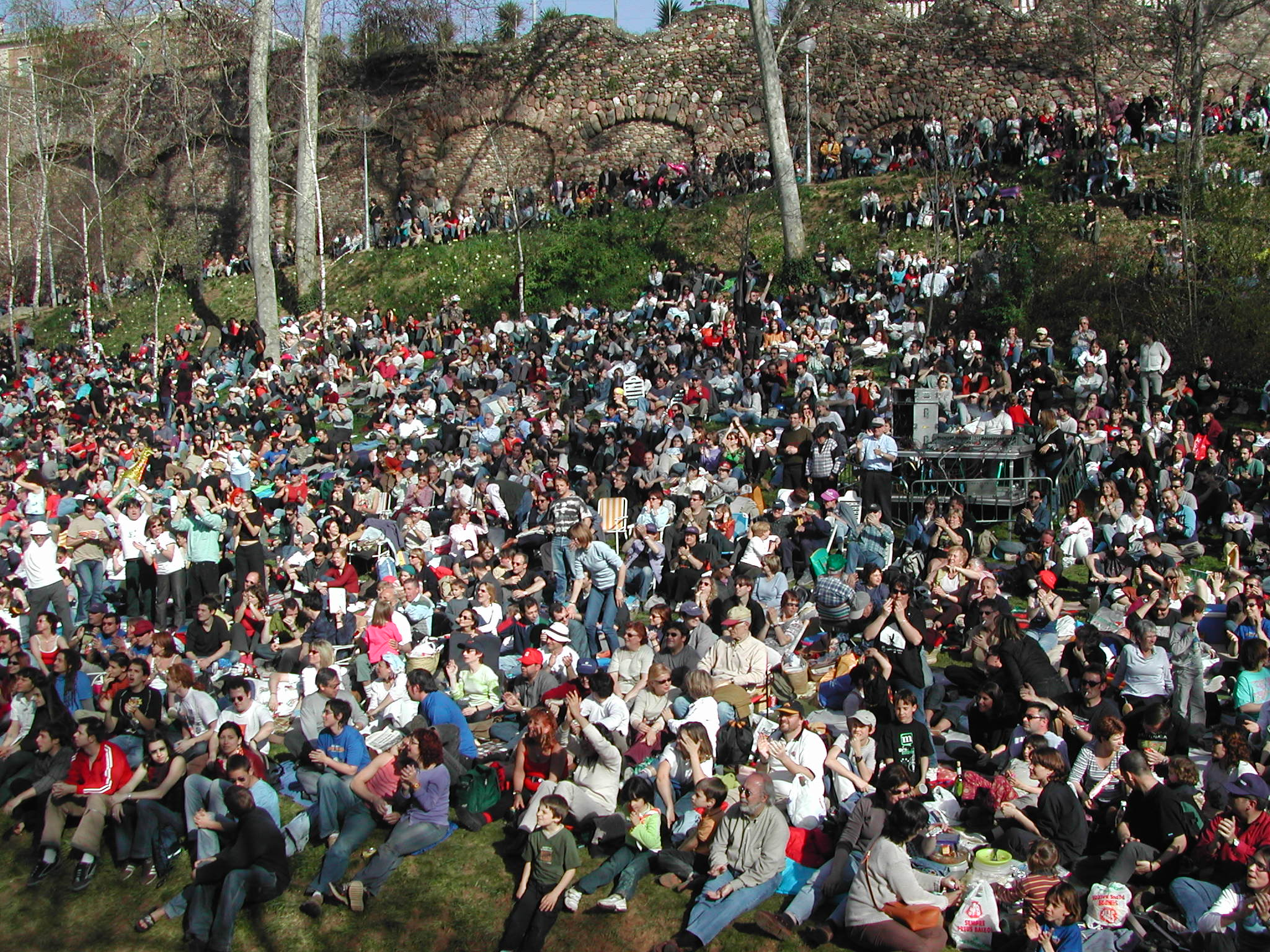
Públic en una actuació al parc durant el Festival de Jazz Terrassa
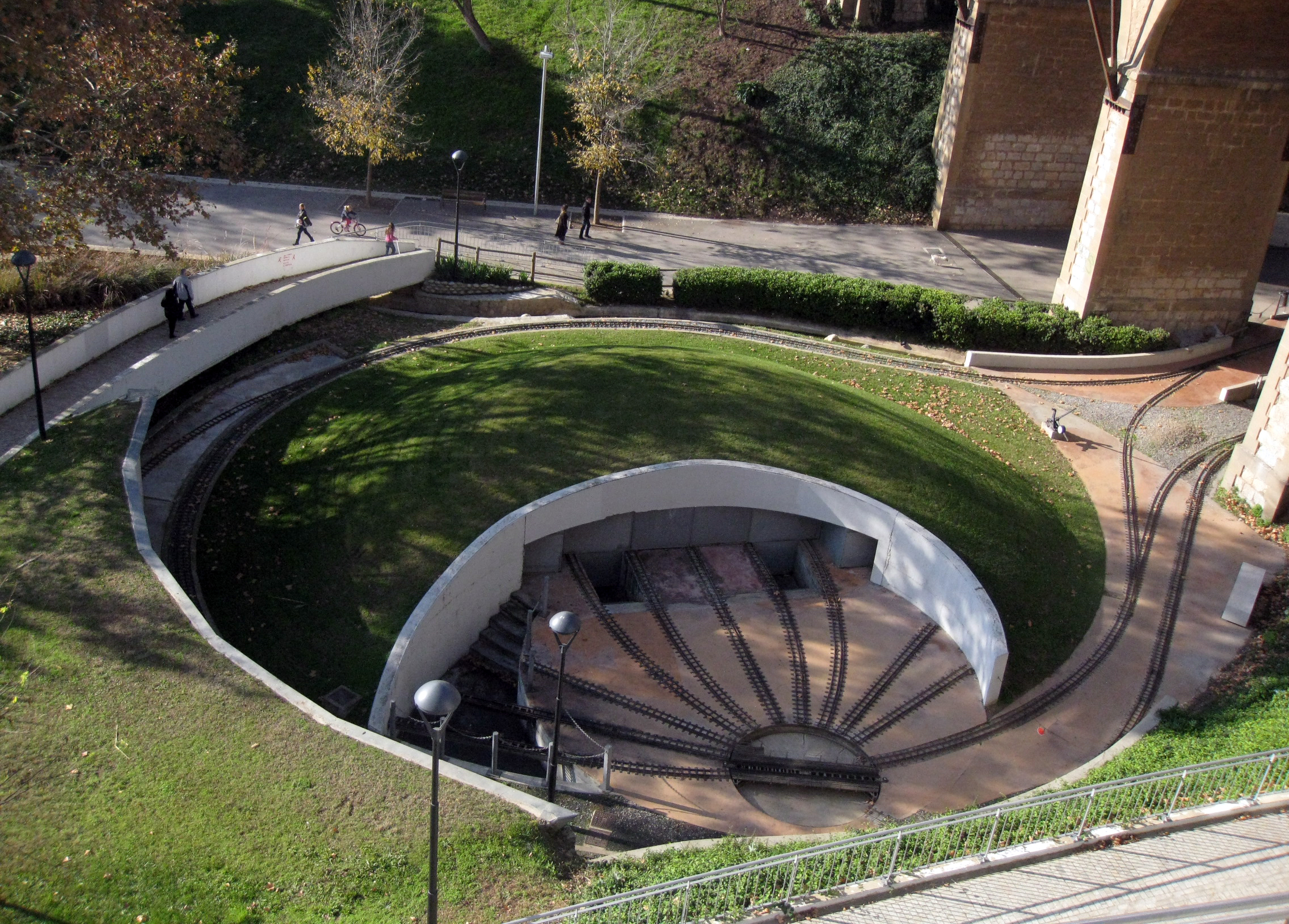
Rotonda i pont giratori del trenet de Vallparadís
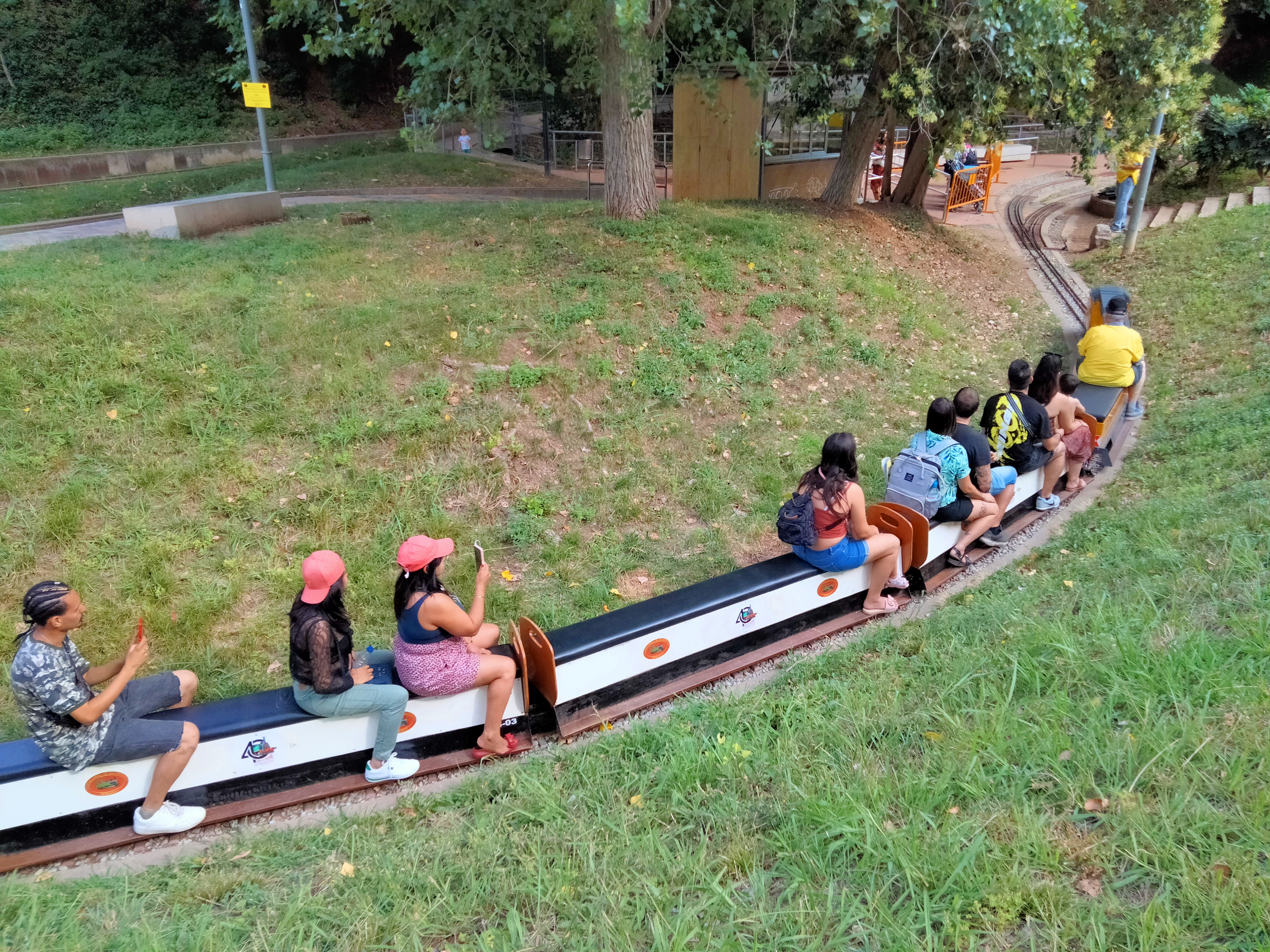
El trenet del parc
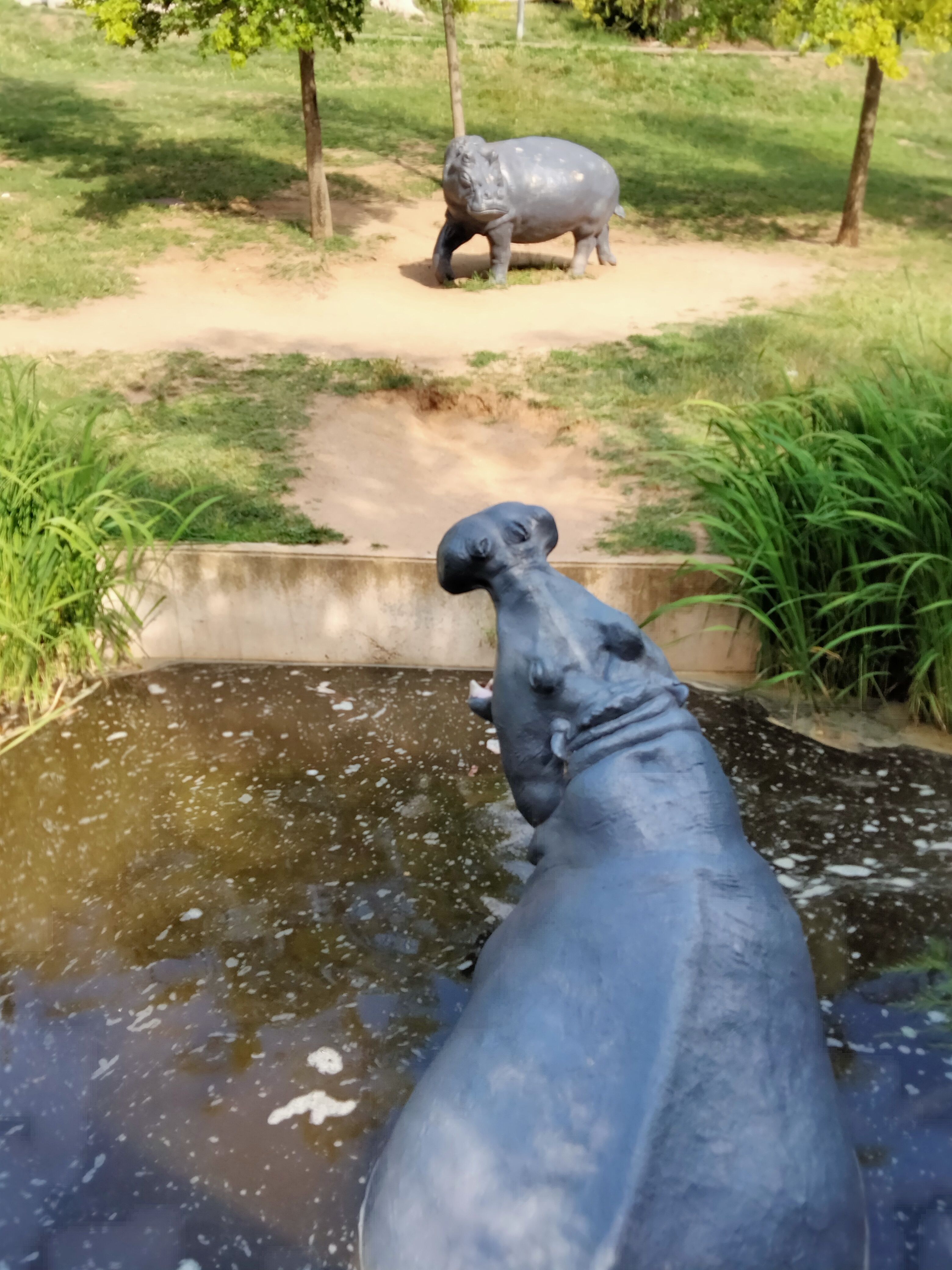
Escultures d'hipopòtams al pla del Castell
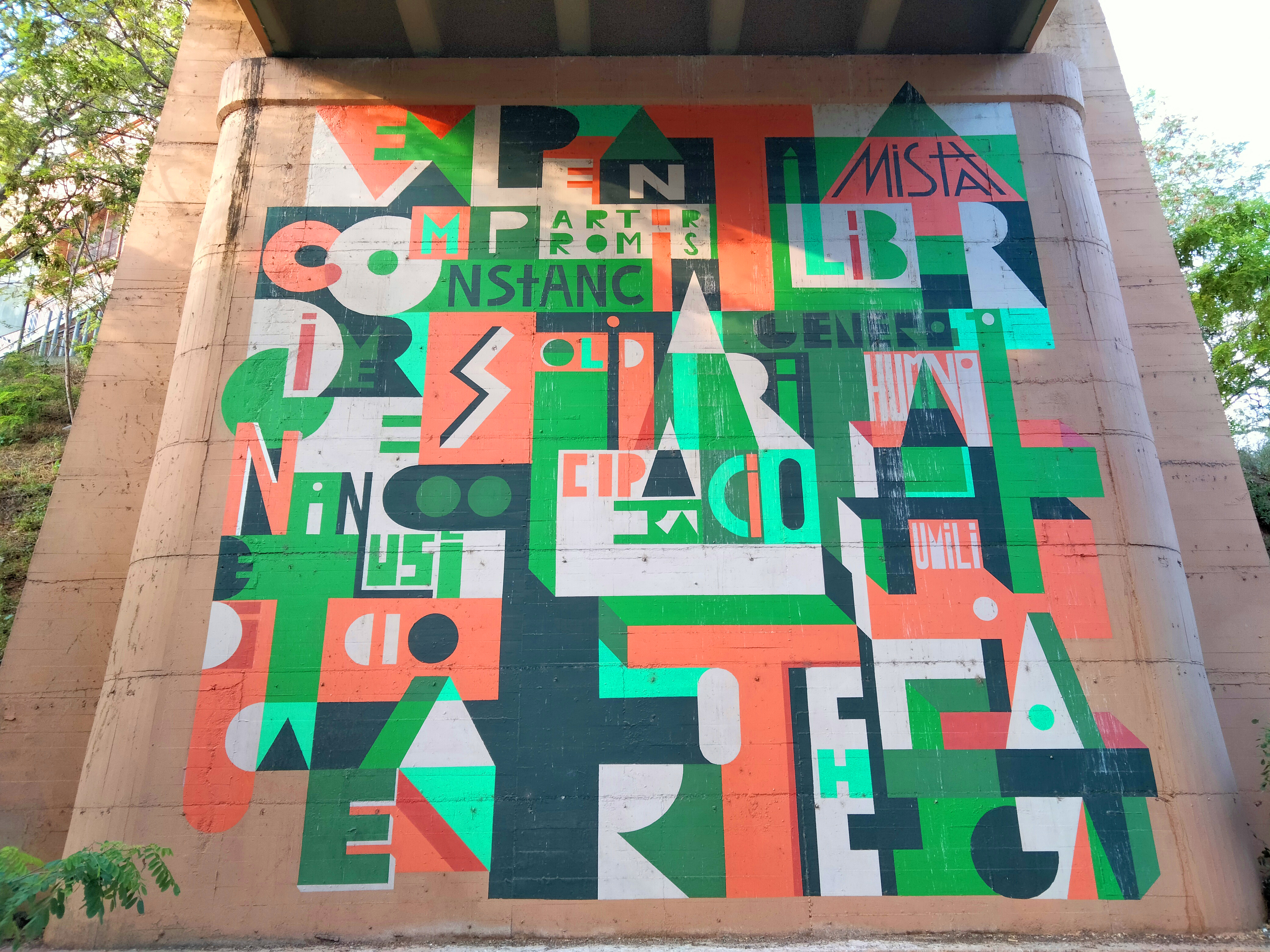
El mural del Voluntariat, sota el pont del Cementiri Vell
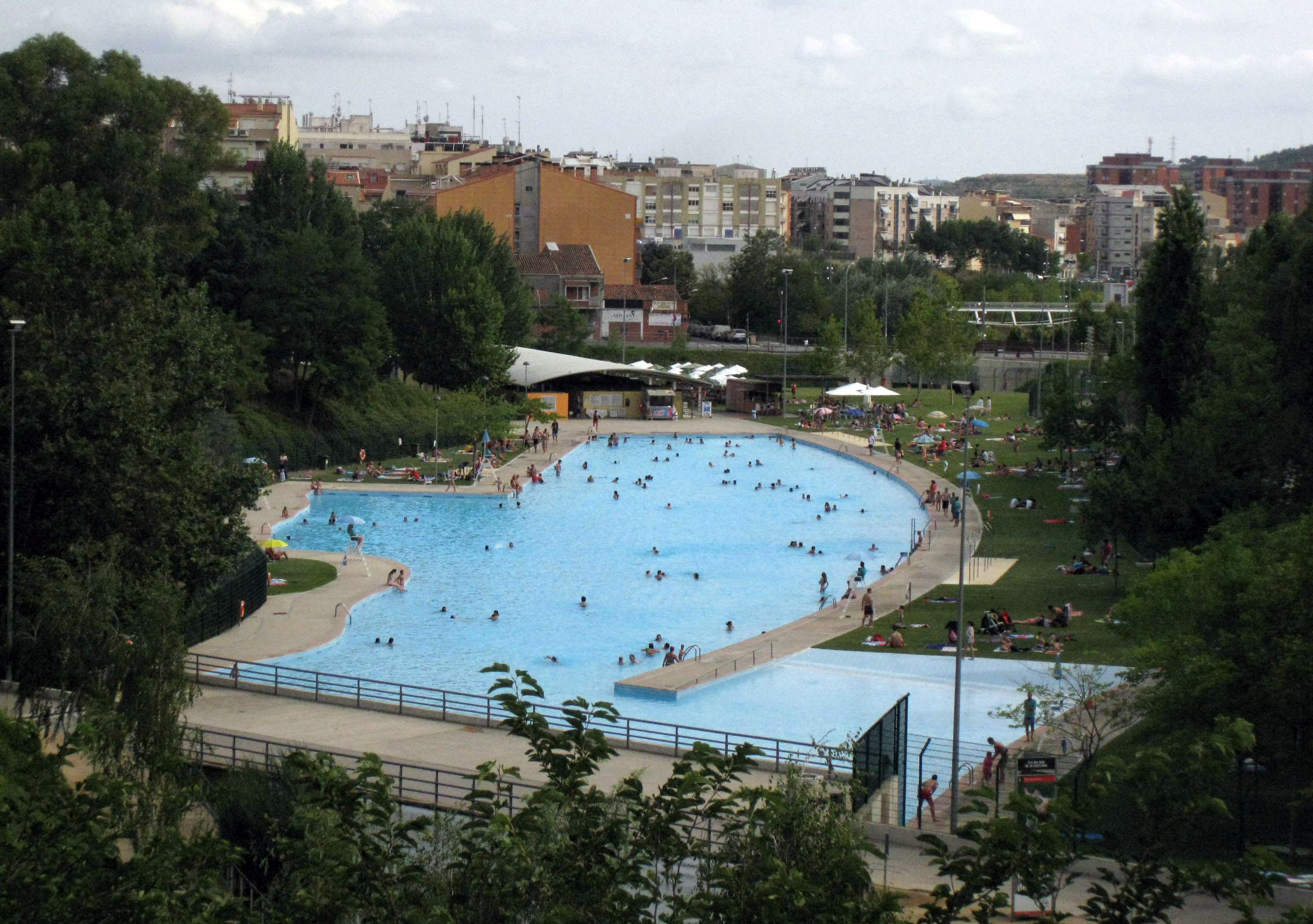
Piscina municipal
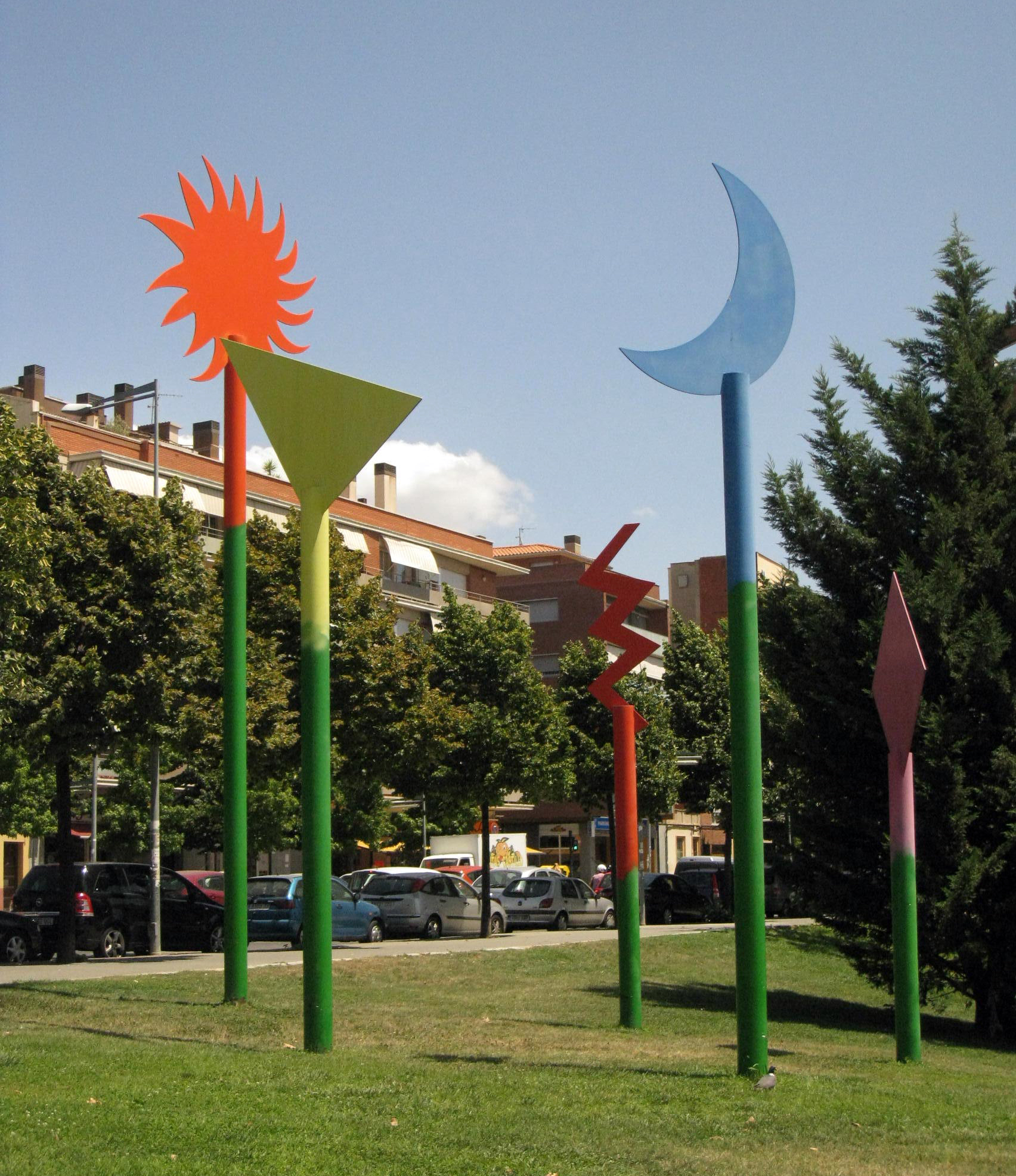
Relacions de l'espai, d'Àngel Màdico
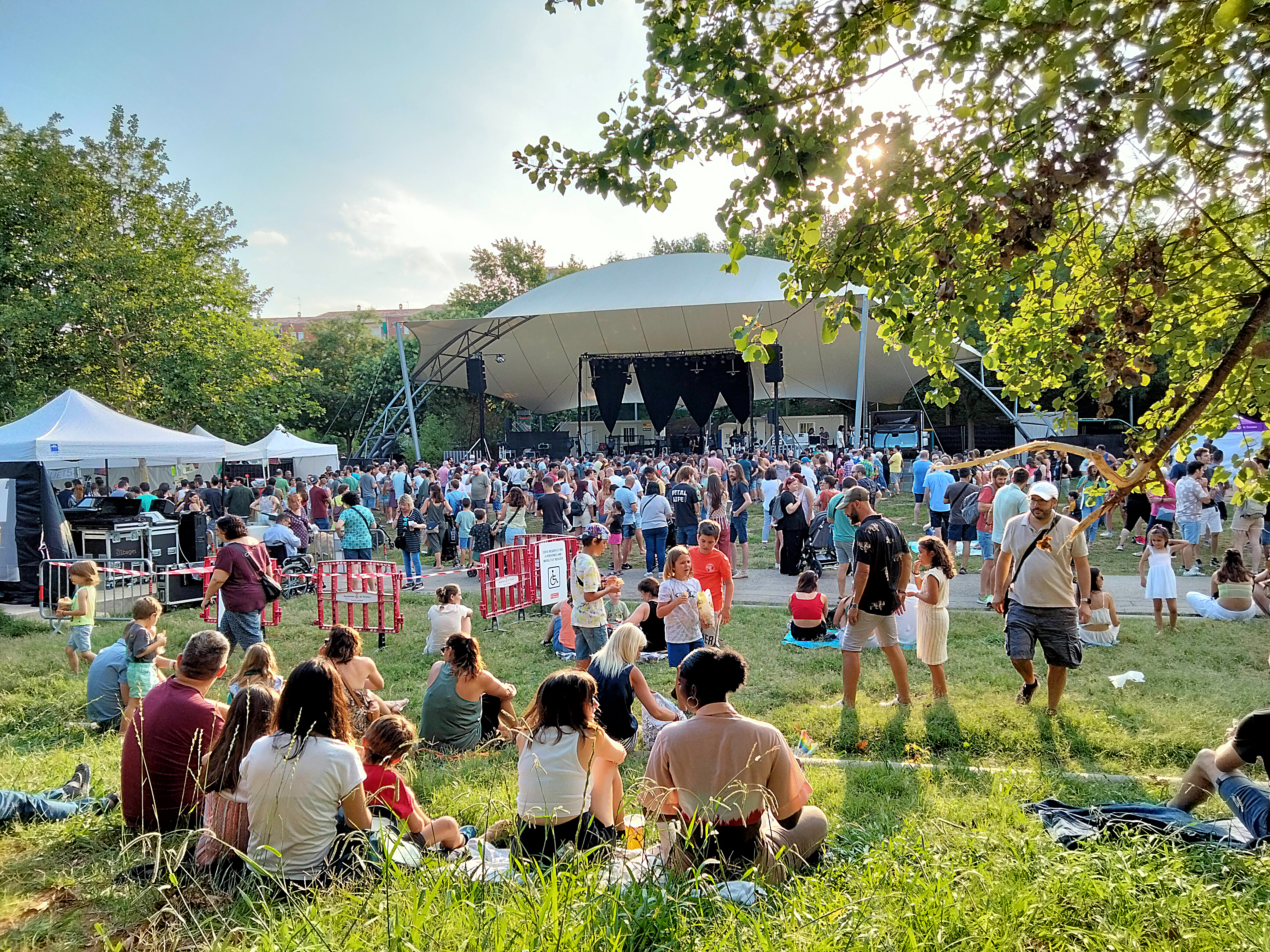
Auditori del torrent de la Font d'en Sagrera, durant la festa major